# Ong
|  | No s'ha de confondre amb ONG. |

Ong és una població dels Estats Units a l'estat de Nebraska. Segons el cens del 2000 tenia 67 habitants.

## Demografia
Segons el cens del 2000, Ong tenia 67 habitants, 34 habitatges, i 17 famílies. La densitat de població era de 92,4 habitants per km².
Dels 34 habitatges en un 17,6% hi vivien nens de menys de 18 anys, en un 50% hi vivien parelles casades, en un 0% dones solteres, i en un 47,1% no eren unitats familiars. En el 44,1% dels habitatges hi vivien persones soles el 20,6% de les quals corresponia a persones de 65 anys o més que vivien soles. El nombre mitjà de persones vivint en cada habitatge era d'1,97 i el nombre mitjà de persones que vivien en cada família era de 2,78.
Per edats la població es repartia de la següent manera: un 20,9% tenia menys de 18 anys, un 0% entre 18 i 24, un 23,9% entre 25 i 44, un 31,3% de 45 a 60 i un 23,9% 65 anys o més.
L'edat mediana era de 46 anys. Per cada 100 dones de 18 o més anys hi havia 89,3 homes.
La renda mediana per habitatge era de 30.417 $ i la renda mediana per família de 16.250 $. Els homes tenien una renda mediana de 26.250 $ mentre que les dones 26.250 $. La renda per capita de la població era de 19.871 $. Aproximadament el 36,4% de les famílies i el 28,8% de la població estaven per davall del llindar de pobresa.

## Poblacions més properes
El següent diagrama mostra les poblacions més properes.